# Danilo Petrović (glumac)
Danilo Petrović (Beograd, 12. jun 1992) srpski je televizijski, pozorišni i filmski glumac.

## Biografija
Završio je „Fakultet savremenih umetnosti“ u Beogradu, odsek gluma, klasa profesora Branislava Lečića i Igora Đorđevića, asistent Dubravka Kovjanić. Diplomska predstava: „Ljubinko i Desanka“, Aleksandar Popović, režija Igor Đorđević, Narodno pozorište u Beogradu. Završio seminar scenskog pokreta kod Dimitrisa Samolisa, na Peloponezu u Grčkoj. Dobitnik nagrade za glavnu ulogu u predstavi "Neki to vole vruće" na Pozorišnim susretima u Beloj Palaci, Srbija. Snimio je nekoliko TV reklama, i imao javne nastupe kao govornik i voditelj. Član stručnog žirija više festivala dečijih dramskih grupa. Bavi se humaniranim radom, radio sa decom ometenom u razvoju i dobitnik je priznanja za humanitarni rad sa decom obolelom od raka u Atini, Grčka. Tečno govori srpski, grčki, ruski i engleski jezik. Dugogodišnji saradnik Fly club-a u Grčkoj na poziciji organizatora putovanja u Atini. Živi u Beogradu, a radi u Puls Teatru u Lazarevcu.

## Filmografija
| Godina | Naziv              | Uloga            |
| ------ | ------------------ | ---------------- |
| 2016.  | Poema o samoobmani | Siledžija Slavko |
| 2021.  | Nečista krv        | Stojmen          |
| 2022.  | Luča               | Medicinski brat  |
| 2022.  | Džem od kavijara   | Miki             |
| 2022.  | Animus             | Inspektor        |

## Pozorište
Igrao je u mnogobrojnim pozorišnim predstavama kao sto su:
- “Ljubinko i Desanka”, režija Igor Đorđević, Narodno pozorište u Beogradu
- "Tri lepeze", režija Nikola Isaković
- “Morska so”, režija Branislav Lečić
- “Čipka i čokolada”- tekst Maja Matijević, Danijela Grbović, Danilo Petrović, produkcija Stanko Holcer
- “Četiri čarobne reči”[25], autor Suzana Radović, KC Čukarica
- “Tradicija kroz igru”, autor Suzana Radović, KC Čukarica
- “Čuvari osmeha”, autor Suzana Radović, KC Čukarica
- “Ko to tamo prlja”, autor Una Saga Serbica
- “U zdravom telu zdrav duh”, autor Vida Crnčević Basara, KC Čukarica
- "Neki to vole vruće", režija Zoran Rakić
- “Bliže”, režija Hadži Nenad Maričić
- "Živi su nije smešno"[26], režija Jovan Grujić, Puls Teatar, Lazarevac
- "Bliskost", režija Hadži Nenad Maričić
- "Kontinent Balkan", režija Nenad Todorović, Bitef Teatar
- "U zemlji nedođiji", režija Monika Romić
- "Žena moga muža", režija Aleksandar Lazić[27]

## Serije
| Godina     | Naziv                     | Uloga                       |
| ---------- | ------------------------- | --------------------------- |
| 2010.      | Priđi bliže               | Zdravko                     |
| 2010—2011. | To Nisi                   | Mornar                      |
| 2013—2014. | Ravna Gora                | Radovan                     |
| 2015.      | Zaboravljeni umovi Srbije | Nemac                       |
| 2019—2021. | Urgentni centar           | Taško Babić, vodoinstalater |
| 2021.      | Koleginice                | Dragoljub Sekurica          |
| 2021.      | Nečista krv               | Stojmen                     |
| 2023.      | Ljubav u tišini           | Marko                       |

## Spoljašnje veze
- Danilo Petrovic na veb-sajtu  (jezik: engleski)
- Facebook na veb-sajtu
- Instagram na veb-sajtu
- Puls Teatar
- Taramount Film, Džem od kavijara